# Tętnica szyjna zewnętrzna

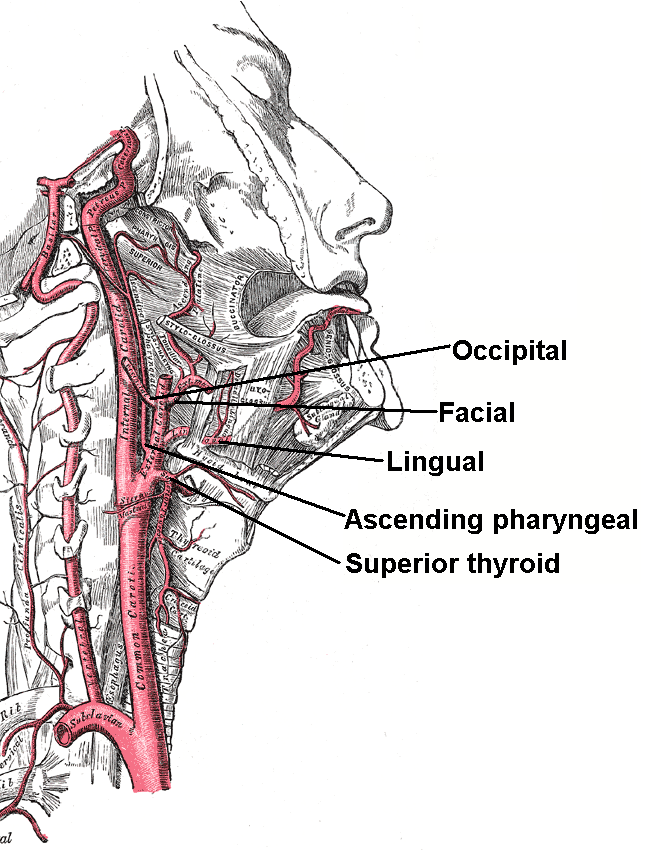
Przebieg tętnicy szyjnej zewnętrznej z kolejnymi odgałęzieniami

Tętnica szyjna zewnętrzna (ang. external carotid artery, łac. arteria carotis externa) – w anatomii człowieka jedna z dwóch (obok tętnicy szyjnej wewnętrznej) tętnic, na które rozdziela się tętnica szyjna wspólna. W początkowym odcinku, w obrębie trójkąta tętnicy szyjnej odchyla się ona od tętnicy szyjnej wewnętrznej przyśrodkowo i do przodu, biegnąc w kierunku kąta żuchwy. Następnie krzyżuje od tyłu brzusiec tylny mięśnia dwubrzuścowego oraz mięsień rylcowo-gnykowy, przechodząc z trójkąta tętnicy szyjnej do dołu zażuchwowego. Biegnie bardziej zewnętrznie, objęta miąższem gruczołu ślinianki przyusznej. W dole zażuchwowym przebiega ku tyłowi od szyjki żuchwy.

## Gałęzie tętnicy szyjnej zewnętrznej
Tętnica oddaje następujące gałęzie:

### Gałęzie przednie
1. tętnica tarczowa górna (arteria thyroidea superior)
  - gałąź podgnykowa (ramus infrahyoideus)
  - gałąź mostkowo-obojczykowo-sutkowa (ramus sternocleidomastoideus)
  - tętnica krtaniowa górna (arteria laryngea superior)
  - gałąź pierścienno-tarczowa (ramus cricothyroideus)
  - gałąź gruczołowa przednia (ramus glandularis anterior)
  - gałąź gruczołowa tylna (ramus glandularis posterior)
  - gałąź gruczołowa boczna (ramus glandularis lateralis)
2. tętnica językowa (arteria lingualis)
  - gałąź nadgnykowa (ramus suprahyoideus)
  - gałęzie grzbietowe języka (rami dorsales linguae)
  - tętnica podjęzykowa (arteria sublingualis)
  - tętnica głęboka języka (arteria profunda linguae)
3. tętnica twarzowa (arteria facialis)
  - tętnica podniebienna wstępująca (arteria palatina ascendens)
  - gałąź migdałkowa (ramus tonsillaris)
  - tętnica podbródkowa (arteria submentalis)
  - gałęzie gruczołowe (rami glandulares)
  - tętnica wargowa dolna (arteria labialis inferior)
  - tętnica wargowa górna (arteria labialis superior)
    - tętnica przegrody nosa (arteria septi nasi)

  - tętnica kątowa (arteria angularis)

### Gałęzie przyśrodkowe
1. tętnica gardłowa wstępująca (arteria pharyngea ascendens)
  - gałęzie gardłowe (rami pharyngei)
  - tętnica oponowa tylna (arteria meningea posterior)
  - tętnica bębenkowa dolna (arteria tympanica inferior)

### Gałęzie tylne
1. tętnica potyliczna (arteria occipitalis)
  - gałęzie mostkowo-obojczykowo-sutkowe (rami sternocleidomastoidei)
  - gałąź sutkowa (ramus mastoideus)
  - gałąź uszna (ramus auricularis)
  - gałąź zstępująca (ramus descendens)
  - gałęzie potyliczne (rami occipitales)
2. tętnica uszna tylna (arteria auricularis posterior)
  - tętnica rylcowo-sutkowa (arteria stylomastoidea)
    - tętnica bębenkowa tylna (arteria tympanica posterior)
    - gałęzie sutkowe (rami mastoidei)
    - gałąź strzemiączkowa (ramus stapedius)

  - gałąź uszna (ramus auricularis)
  - gałąź potyliczna (ramus occipitalis)
  - gałąź przyusznicza (ramus parotideus)

### Gałęzie końcowe

Rycina przedstawiająca schematycznie kolejne gałęzie tętnicy szczękowej

1. tętnica skroniowa powierzchowna (arteria temporalis superficialis)
  - gałęzie przyusznicze (rami parotidei)
  - tętnica poprzeczna twarzy (arteria transversa faciei)
  - gałęzie uszne przednie (rami auriculares anteriores)
  - tętnica jarzmowo-oczodołowa (arteria zygomaticoorbitalis)
  - tętnica skroniowa środkowa (arteria temporalis media)
  - gałąź czołowa (ramus frontalis)
  - gałąź ciemieniowa (ramus parietalis)
2. tętnica szczękowa (arteria maxillaris)
Część żuchwowa tętnicy szczękowej
  - tętnica uszna głęboka (arteria auricularis profunda)
  - tętnica bębenkowa przednia (arteria tympanica anterior)
  - tętnica oponowa środkowa (arteria meningea media)
    - gałąź oponowa dodatkowa (ramus meningeus accessorius)
    - gałąź skalista (ramus petrosus)
    - tętnica bębenkowa górna (arteria tympanica superior)
    - gałąź czołowa (ramus frontalis)
    - gałąź ciemieniowa (ramus parietalis)

  - tętnica zębodołowa dolna (arteria alveolaris inferior)
    - gałąź żuchwowo-gnykowa (ramus mylohyoideus)
    - tętnica bródkowa (arteria mentalis)
    - gałęzie zębowe (rami dentales)

Część skrzydłowa tętnicy szczękowej
  - tętnica żwaczowa (arteria masseterica)
  - tętnica skroniowa głęboka przednia (arteria temporalis profunda anterior)
  - tętnica skroniowa głęboka tylna (arteria temporalis profunda posterior)
  - gałęzie skrzydłowe (rami pterygoidei)
  - tętnica policzkowa (arteria buccalis)

Część skrzydłowo-podniebienna tętnicy szczękowej
  - tętnica zębodołowa górna tylna (arteria alveolaris superior posterior)
  - tętnica podoczodołowa (arteria infraorbitalis)
    - tętnice zębodołowe górne przednie (arteriae alveolares superiores anteriores)

  - tętnica podniebienna zstępująca (arteria palatina descendens)
  - tętnica klinowo-podniebienna (arteria sphenopalatina)
    - tętnice nosowe tylne boczne (arteriae nasales posteriores laterales)
    - tętnice nosowe tylne przegrody (arteriae nasales posteriores septi)

  - tętnica kanału skrzydłowego (arteria canalis pterygoidei)